# Skakuszka australijska
Skakuszka australijska (Notomys alexis) – gatunek ssaka z podrodziny myszy (Murinae) w obrębie rodziny myszowatych (Muridae), występujący w środkowej i zachodniej części Australii.

## Taksonomia
Gatunek po raz pierwszy zgodnie z zasadami nazewnictwa binominalnego opisał w 1922 roku brytyjski zoolog Oldfield Thomas nadając mu nazwę Notomys alexis. Holotyp pochodził z obszaru 35 mi (56 km) na południowy zachód od Alroy (19°30′00″S 135°40′00″E/-19,500000 135,666667), na wysokości 800 ft (244 m), na Terytorium Północnym, w Australii. 
Podgatunki wykazują niewielkie różnice morfologiczne, a ich granice geograficzne nie są dobrze zdefiniowane. Autorzy Illustrated Checklist of the Mammals of the World rozpoznają trzy podgatunków.

### Etymologia
- Notomys: gr. νοτος notos „południe”; μυς mus, μυός muos „mysz”[9].
- alexis: Alexandria, Terytorium Północne, Australia[10].
- everardensis: Everard Ranges, Australia Południowa, Australia[3].
- reginae: łac. regina „królowa”, od rex, regis „król”, od regere „rządzić”; w aluzji do występowania w stanie Queensland (ang. queen „królowa”)[4][11].

### Nazewnictwo zwyczajowe
W wydanej w 2015 roku przez Muzeum i Instytut Zoologii Polskiej Akademii Nauk publikacji „Polskie nazewnictwo ssaków świata” gatunkowi nadano nazwę skakuszka australijska. W Australii zwierzę nosi angielską nazwę spinifex hopping mouse oraz aborygeńską nazwę tarkawara.

## Zasięg występowania
Skakuszka australijska występuje endemicznie w Australii, należy do grupy „starych endemitów”. Jest szeroko rozprzestrzeniona na pustynnych i półpustynnych obszarach wnętrza i zachodniej części kontynentu. Występuje na Wielkiej Pustyni Wiktorii w Australii Zachodniej, w Australii Południowej, Terytorium Północnym i na zachodzie Queenslandu.
Zasięg występowania w zależności od podgatunku:
- N. a. alexis – śródlądowa Australia Zachodnia i Terytorium Północne.
- N. a. everardensis – śródlądowa Australia Południowa.
- N. a. reginae – południowo-zachodni Queensland.

## Morfologia
Długość ciała (bez ogona) 90–115 mm, długość ogona 115–150 mm, długość ucha 21–26 mm, długość tylnej stopy 32–36 mm; masa ciała 27–50 g. Jest to niewielki gryzoń, choć dość duży jak na mysz. Jej futro jest z wierzchu jasnobrązowe do kasztanowego, a na spodzie ciała szare do białego. Umaszczenie jest bledsze niż u skakuszki południowe, a ciemniejsze niż u skakuszki płowej. Ogon jest różowy, zakończony pędzelkiem, choć mniejszym niż u pokrewnych gatunków. Obie płci wyglądają podobnie. Mają długie, wąskie uszy i duże, migdałowe oczy. Przednie kończyny są małe, a tylne wyraźnie wydłużone.

## Tryb życia
Skakuszka australijska prowadzi naziemny, nocny tryb życia. Jest spotykana na piaszczystych równinach porośniętych przez trawy spinifex i na wydmach. Spotykano ją także w lasach eukaliptusowych, zaroślach akacji i terenach porośniętych przez trawiastą formację tussock.
Jest bardzo aktywna; porusza się na siedem opisanych sposobów, w tym skacząc na czterech lub dwóch nogach. Skakanie jest wydajnym sposobem poruszania i oszczędza energię. Szybkie przemieszczanie i zmiany kierunku ruchu zwierzęcia pomagają mu unikać drapieżników. Większość małych i średniej wielkości mięsożerców dzielących środowisko ze skakuszkami prawdopodobnie żywi się nimi; do znanych drapieżników należą zdziczałe koty, dingo, sowy i węże.
Skakuszka australijska kopie głębokie (ok. 1 m), proste nory, w których kryje się w ciągu dnia. Nora kończy się komorą gniazdową wyłożoną liśćmi, łodygami itp. Ma kilka pionowych szybów łączących ją z powierzchnią, służących do szybkiej ucieczki. Skakuszki australijskie to zwierzęta społeczne, żyją w grupach liczących do 10 osobników. Taka grupa zamieszkuje pojedynczą norę, ale nory mogą tworzyć system łączący wiele rodzin. Nadmierne zagęszczenie sprawia, że zwierzęta przestają współpracować ze sobą, a w niewoli dochodzi do zabijania młodych. Wahania temperatury wewnątrz nory są niewielkie, a skakuszki śpią przytulone, aby ograniczać straty wody z organizmu związane z parowaniem. W gorącym okresie mogą podnosić temperaturę ciała. Także długie uszy gryzonia są przystosowaniem do życia na pustyni, oprócz zbierania dźwięku pomagają w chłodzeniu organizmu.

## Pożywienie
Jest wszystkożerna. Jada nasiona, zielone części roślin i owady; bezkręgowce stanowią około połowy diety. Zwierzęta te nie tylko zjadają nasiona, ale też rozsiewają je, pełniąc ważną rolę w środowisku. Osobniki potrafią pokonywać do 15 km w sezonie oferującym wybór pożywienia.
Potrafi przeżyć bez picia wody, zaspokajając swoje potrzeby dzięki jedzeniu i wydajnie gospodarując wodą w organizmie. Mocz skakuszek australijskich jest najbardziej stężony wśród ssaków, dzięki wydajnemu odzyskiwaniu wody także w nerkach.

## Rozmnażanie
Gryzonie te są oportunistami rozrodczymi i, choć mogą rozmnażać się w niesprzyjających warunkach, to zwiększona dostępność pokarmu po opadach intensyfikuje ich rozród. Duże zagęszczenie populacji obniża tempo rozrodu skakuszek. Mogą osiągnąć dojrzałość płciową już po 85 dniach. Ruja trwa 7–8 dni, a w przypadku zapłodnienia ciąża trwa 32–34 dni (do 40 przy laktacji). W miocie rodzą się typowo trzy–cztery młode. Są różowe i rzadko owłosione, otwierają uszy po 15, a oczy po 20 dniach życia. Matka karmi młode przez około 28 dni. Zwierzęta te mogą żyć do trzech lat w niewoli, choć istnieją doniesienia o osobnikach żyjących 5 lat, ale prawdopodobnie znacznie mniej na wolności; większość może nie dożywać drugiego roku.

## Populacja i zagrożenia
Populacja skakuszki australijskiej jest stabilna, jest to gatunek pospolity, najpospolitszy ze wszystkich skakuszek. Przez większość czasu występuje w małym zagęszczeniu, w niektórych latach dochodzi do skokowego przyrostu liczebności, szczególnie duży miał miejsce w 1975 roku. Nie są znane duże zagrożenia dla przetrwania tego gatunku. Lokalnie niebezpieczne jest drapieżnictwo ze strony zdziczałych kotów, liczebność skakuszek w obszarze chronionym Arid Recovery Reserve jest 5–6 razy wyższa niż poza nim.
W Nowej Południowej Walii dozwolone jest trzymanie skakuszek australijskich i pseudomyszy wschodnich w niewoli, pod warunkiem uzyskania odpowiedniej licencji. Dotyczy to tylko zwierząt urodzonych w niewoli, zabronione jest chwytanie dzikich osobników. Są też wykorzystywane jako zwierzęta laboratoryjne.
Międzynarodowa Unia Ochrony Przyrody obecnie uznaje skakuszkę australijską za gatunek najmniejszej troski.